# Síndrome de Morquio
A síndrome de Morquio é uma deficiência imunológica genética rara que pertence ao grupo dos distúrbios de armazenamento de mucopolissacarídeos. É conhecida pela ausência da enzima 6-sulfo-N-acetilhexosaminida sulfatase e excreção de ceratossulfato na urina. A síndrome de Morquio deve seu nome ao Dr. Morquio, pediatra uruguaio, pois foi em 1929 que descreveu uma família com quatro crianças afetadas. Até hoje não existe cura para os indivíduos afetados pela síndrome. Contudo, há maneiras de ajudar os pacientes a terem qualidade de vida. O transplante de medula óssea tem sido usado no tratamento de alguns pacientes, com pouca expectativa. Os cientistas continuam a procurar maneiras melhores e mais efetivas para tratá-la.
As limitações são muitas principalmente na área de desenvolvimento motor das crianças afetadas. Geralmente os membros superiores e inferiores são muito prejudicados com a síndrome,com inúmeras imperfeições e movimentos muito debilitados.
A criança tem também ossos da face com características específicas da síndrome, como arcada dentária com dentes muito voltados para frente, nariz com pouca cartilagem, rosto arredondado. As crianças geralmente tem o desenvolvimento cerebral quase normal, mas sua maior característica é o crescimento, que geralmente é interrompido antes dos três anos de idade.

## Sintomas
- antecedentes de síndrome de Morquio na família
- cabeça grande
- joelho valgo
- características faciais grosseiras
- dentes amplamente espaçados
- tórax em forma de sino, com as costelas afuniladas em direção à região inferior
- baixa estatura

## Tratamento
- Essa síndrome não tem tratamento específico. A medida em que os sintomas surgem vão sendo tratados.

## Complicações
- Problemas respiratórios.
- Problemas cardíacos.
- Problemas ao caminhar devido às anormalidades na coluna vertebral.
- Dificuldade visual.